# فولكس فاغن نيو بيتل
فولكس فاغن نيو بيتل (بالإنجليزية: Volkswagen New Beetle)‏ أو الخنفساء الجديدة هي نموذج جديد من السيارات أنتجته شركة فولكس واجن، وظهر لأول مرة عام 1998، وهو يتشابه في الشكل، والاسم مع الخنفساء القديمة، لكنها تختلف عنها في عدة أشياء، منها:
1. السيارة القديمة لديها أربع سرعات، في حين أن الجديدة لها خمس سرعات (أداة تعشيق يدوية)، أو ست سرعات (أداة تعشيق آلية).[1][2][3]
2. السيارة القديمة تعدّ سيارة عملية شعبية، ولا تعدّ من السيارات الفخمة، على عكس الخنفساء الجديدة التي تعدّ سيارة فخمة نوعاً ما.
3. السيارة القديمة لديها محرك خلفي، وصندوق أمتعة أمامي، عكس السيارة الجديدة.

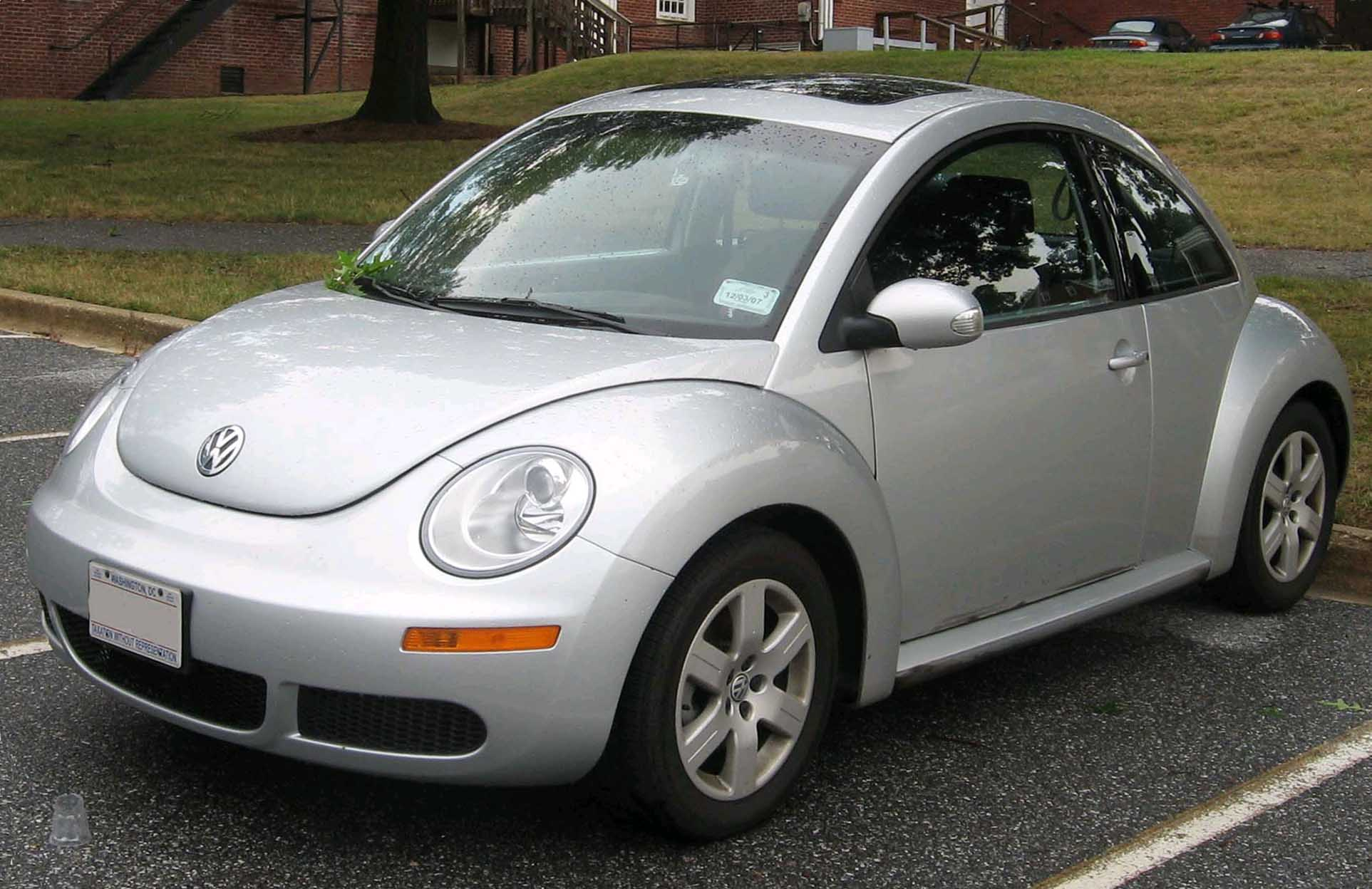
الخنفساء الجديدة.

## معلومات متنوعة
- صمم هذه السيارة مهندسان هما جي مايز [الإنجليزية]، وفريمان توماس.
- بدأ إنتاج السيارة في المكسيك عام 2000.

تصميم الخنفساء (مظهر جانبي).

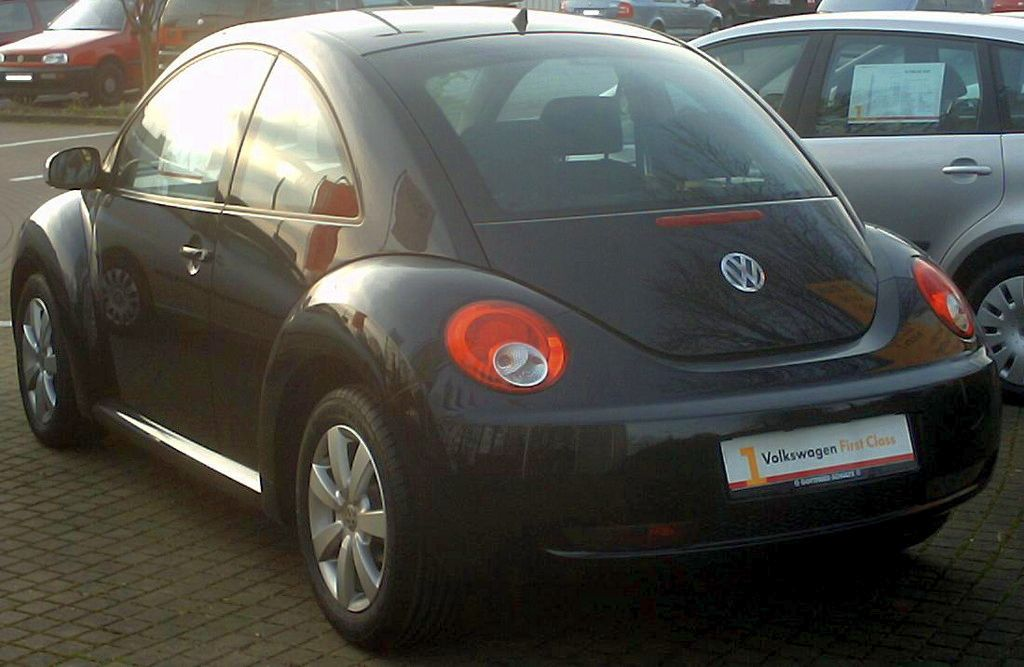
الخنفساء الجديدة من الخلف.

- أقصى سرعة للسيارة 177 كم⁄ س.